# Obszar bezodpływowy
Obszar bezodpływowy – obszar nienależący do zlewiska żadnego oceanu, tzn. taki, z którego wody powierzchniowe nie spływają do morza lub bezpośrednio do oceanu. 
Do obszarów bezodpływowych zalicza się więc zlewiska jezior bezodpływowych (np. Morza Kaspijskiego, Martwego czy Jeziora Aralskiego), a także dorzecza rzek kończących swój bieg w mokradłach (np. bagna Okawango) lub wysychających (uedy). Rozległe obszary bezodpływowe znajdują się na pustyniach (np. Sahara, Gobi, Kalahari), gdzie w ogóle brak jest stałej sieci rzecznej.
Zagłębienia bezodpływowe mogą być pochodzenia naturalnego, bądź sztucznego, antropogenicznego.

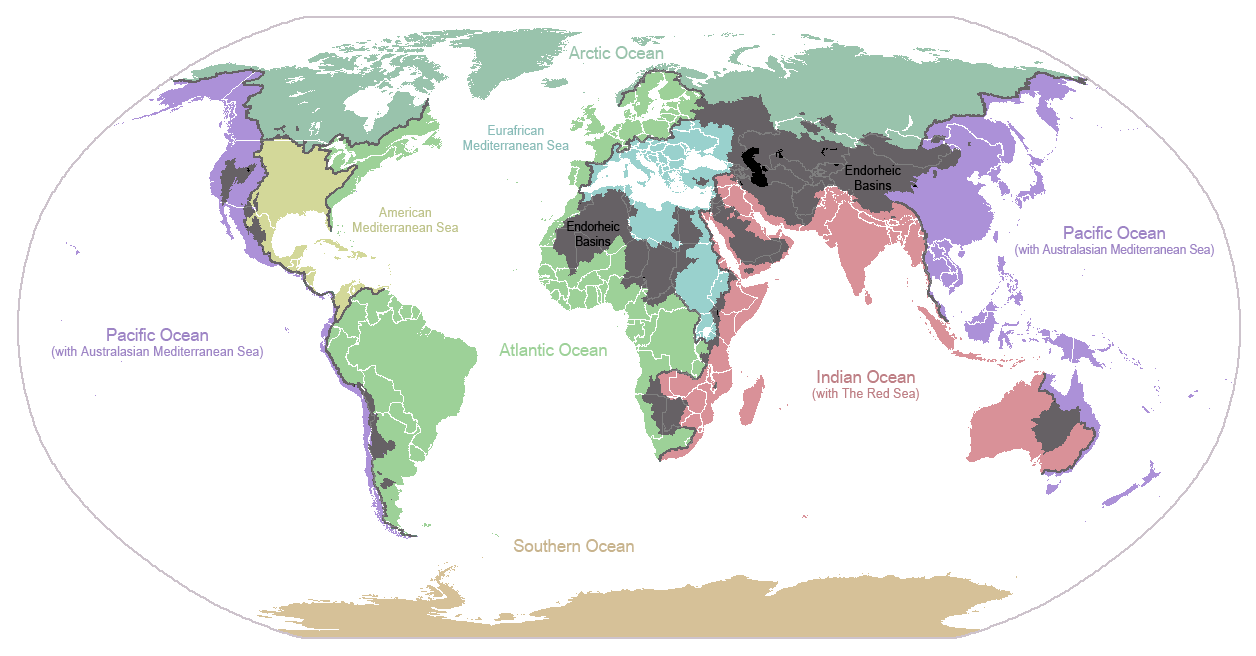
Ważniejsze obszary bezodpływowe na kuli ziemskiej (kolorem popielatym oznaczono obszary bezodpływowe, kolorem czarnym - jeziora bezodpływowe